# مايكون سانتانا
مايكون سانتانا هو لاعب كرة قدم برازيلي في مركز الهجوم، ولد في 22 فبراير 1989 في Veranópolis ‏ في البرازيل. لعب مع نادي إنترناسيونال.